# アルファレジオ
アルファレジオ（英語: Alpha Regio）とは、金星の地域（レジオ）である。南緯22度東経5度付近に位置しており、広さは約1,500kmにもわたる。

## 発見
1964年にディック・ゴールドスタインが発見し命名した。この名前は1976年から1979年の間に国際天文学連合の惑星システム命名ワーキンググループ (IAU/WGPSN) によって承認された。マクスウェル山、アルファレジオ、ベータレジオは金星の地形名が女性名、女神名に因んでいる中で例外となっている3つの地形である。

## 地形
この表面は高いレベルで変形している地形やその変形が複数の方向にわたってぶつかり合い近接していることから「テッセラ」という名で知られている。この言葉は「タイル」という意味のギリシア語（ロシアの研究者がベネラ15号とベネラ16号が撮影した写真を分析した結果この表面が寄木細工に見えたことから）から来ている。全ての「テッセラ」地域のように、周囲の地形の上に1〜2キロの高さで居座り、収縮して折りたたまれるように大きな変化を見せる。またほとんどの「テッセラ」の一群のように、周囲の火山平野はアルファレジオの隙間に流れ込んでいると思われるためアルファレジオより年代が若い。
ビーナス・エクスプレスオービタによる赤外線地図にはアルファレジオの高原にある岩は惑星の大半にあるのより色が明るく古いように見える。地球上において、明るい色の岩は通常花崗岩として大陸を形成している。